# Todos estamos invitados
Todos estamos invitados es una película de Manuel Gutiérrez Aragón sobre la situación política del País Vasco durante los años 90.

## Argumento
Tras saltarse un control de la Guardia Civil al incendiar un camión, Josu Jon (Óscar Jaenada), un joven vasco, sufre un disparo en el lóbulo izquierdo, perdiendo la memoria. Entonces es ingresado en un hospital penitenciario a la espera de lo que decidan el juez y la autoridad competente. Josu Jon no sabe bien quién es, y las monjas del hospital lo enseñan a rezar y a ser un buen cristiano, mientras que otros internos (de la misma organización) le ayudan a recordar que él es un etarra, y que pronto podrá reincorporarse a la organización terrorista.
Mientras tanto, en el País Vasco un profesor de universidad, Xabier (José Coronado), es amenazado por sus críticas opiniones acerca de la banda terrorista ETA y sus atentados. Xabier mantiene una relación con una alumna italiana, Francesca (Vanessa Incontrada), que a su vez trabaja como psicóloga en el centro psiquiátrico donde se encuentra Josu Jon.

## Comentarios
Rodada en San Sebastián durante la Tamborrada de San Sebastián y en Madrid. La escena de la manifestación está grabada en Torrelavega.
Es una película de ficción y algunos de los sucesos que relata nunca han sucedido.

## Home media
Sony Pictures Home Entertainment estrenó la película en DVD el 23 de septiembre de 2008 y 7 años más tarde Divisa Ediciones la editó en DVD y por primera vez en Disco Blu-ray